# 陳博智
陳博智，MH，JP，香港親中派民建聯政治人物，曾為香港西貢區議會富藍選區議員，至2019年香港區議會選舉被民主派支持的陳耀初擊敗。現任大埔區議會委任議員。

## 政治經歷及爭議

### 2015年香港區議會選舉
2015年區議會選舉，原任議員陳國旗放棄連任，交由當時為委任議員的陳博智接棒，結果陳博智以94票險勝將軍澳民生關注組代表陳耀銘。

### 2017年香港特首選舉
陳博智曾於2017年香港行政長官選舉，以區議會界別的選委身份，提名林鄭月娥參選特首。

### 2019年香港區議會選舉
陳博智於2019年香港區議會選舉角逐連任，但受到代表將軍澳民生關注組及區政聯盟的陳耀初挑戰。是次選舉，親中派因為在200萬人遊行反對修訂逃犯條例之下，仍然支持修訂，結果整體親中派選情大受困擾。最終陳耀初以1137票之差，擊敗陳博智。

### 區內法團選舉期間被指抹黑當區區議員
於2020年1月，富藍選區內富寧花園業主立案法團舉行換屆選舉，於去年區選擊敗陳博智的陳耀初，於參選期間，被競選對手在屋苑商場擺放的電視播放影片抹黑。影片顯示11月陳耀初路過商場內其競選對手租用，親中派新界社團聯會的辦事處，並暗示陳跟辦事處於另一日被破壞的事件有關。而該辦事處，本來正是陳博智的議員辦事處所在，事件期間該位置的新社聯辦事處門外，亦見印上其名字樣貌的海報。陳耀初及後表明，將會保留追究權利

### 2020年獲委任為公民教育委員會新委員
於2020年4月，政府委任新一屆公民教育委員會新委員，全為親中派落選區議員，其中包括陳博智。立法會教育界議員葉建源直指這讓公民教育委員會淪為政治酬庸，又指公職應該能者居之，而不是用來照顧落選區議員。

### 2020年香港立法會選舉
於2020年香港立法會選舉，陳博智加入黨友葛珮帆角逐連任的名單，排行第4。

## 資料來源
1. 1 2 3  .   [2020-07-30]. （原始内容存档于2021-06-21）.
2. ↑  . 選舉事務處.   [2020-07-30]. （原始内容存档于2020-01-14）.
3. ↑  . 香港獨立媒體. 2020-01-06  [2020-01-08]. （原始内容存档于2020-01-07）.
4. ↑  .   [2020-07-30].

## 外部連結
- 陳博智的Facebook專頁
- 陳博智議員大埔區議會(2024-2027)